# Jamie Staff
Jamie Alan Staff MBE (Ashford, 30 april 1973) is een voormalig Brits wielrenner. Staff begon zijn wielerloopbaan als een BMX'er. In 1996 werd Staff Wereldkampioen BMX. Hij nam tweemaal deel aan de Olympische Spelen en won hierbij in totaal één medaille.
In 2001 ging Staff zich richten op het baanwielrennen dat volgens hem veel op BMX'en leek. Begin 2002 wist hij te voldoen aan de kwalificatie-eisen voor de Britse Nationale selectie. In datzelfde jaar won hij voor Engeland een zilveren en bronzen medaille op de Gemenebestspelen in Manchester en later op het jaar haalde hij samen met Chris Hoy en Craig MacLean de wereldtitel teamsprint. Staff werd nog tweemaal wereldkampioen, namelijk in 2004 op de keirin en in 2005 nogmaals op de teamsprint, ditmaal met Chris Hoy en Jason Queally als ploeggenoten. Op de Olympische Spelen van 2008 in Peking won Staff samen met Chris Hoy en Jason Kenny de teamsprint.
Staff beëindigde zijn loopbaan op 31 maart 2010.

## Belangrijkste resultaten
1996
- Wereldkampioenschap BMX

2001
- US Nation NBL Pro serries Champion BMX

2002
- Wereldkampioenschap teamsprint (met Chris Hoy en Craig MacLean)
- 1e Wereldbeker Moskou teamsprint (met Jason Queally en Andrew Christopher)
- Gemenebestspelen 1km tijdrit
- Gemenebestspelen teamsprint (met Andy Slater en Jason Queally)

2003
- Wereldkampioenschap teamsprint (met Chris Hoy en Craig MacLean)
- 1e Wereldbeker Aguascalientes 1km tijdrit
- 1e Wereldbeker Kaapstad teamsprint (met Chris Hoy en Jason Queally)

2004
- Wereldkampioenschap keirin
- Wereldkampioenschap teamsprint (met Chris Hoy en Craig MacLean)
- 1e Wereldbeker Manchester teamsprint (met Chris Hoy en Craig MacLean)
- 1e Wereldbeker Sydney teamsprint (met Chris Hoy en Craig MacLean)

2005
- Wereldkampioenschap teamsprint (met Chris Hoy en Jason Queally)

2006
- Gemenebestspelen teamsprint (met Matthew Crampton en Jason Queally)
- Wereldkampioenschap teamsprint (met Chris Hoy en Jason Queally)

2007
- 1e Wereldbeker Los Angeles teamsprint (met Chris Hoy en Matthew Crampton)
- Britskampioenschap 1km tijdrit
- Wereldkampioenschap 1km tijdrit

2008
- Wereldkampioenschap teamsprint (met Chris Hoy en Ross Edgar)
- Olympische Spelen teamsprint (met Chris Hoy en Jason Kenny)
- 1e Wereldbeker Manchester teamsprint (met Ross Edgar en Jason Kenny)

2009
- 1 wereldbeker Kopenhagen teamsprint (met Chris Hoy en Jason Kenny)
- Wereldkampioenschap teamsprint (met Jason Kenny en Matthew Crampton)

2000: Gané, Tournant, Rousseau ·
2004: Wolff, Nimke, Fiedler ·
2008: Staff, Kenny, Hoy ·
2012: Kenny, Hoy, Hindes ·
2016: Hindes, Kenny, Skinner ·
2020: Van den Berg, Büchli, Lavreysen, Hoogland
2024: Van den Berg, Lavreysen, Hoogland
- International Standard Name Identifier: 0000 0003 7679 6837
- Library of Congress Control Number: nb2012015820
- Virtual International Authority File: 254031481
- WorldCat: E39PBJfmpdMpVHFQPmbprjC4v3